# Indépendant (politique)
Pour les articles homonymes, voir SE.
Ne doit pas être confondu avec Indépendantiste.
Les labels indépendant (abrégé en Ind), sans étiquette (SE), sans parti (SP), désignent une personnalité politique ne se réclamant d'aucun parti politique ou affirmant son indépendance par rapport aux clivages politiques habituels et proposant un programme électoral personnel.

## Afrique

### Algérie
L'actuel président de l'Algérie, Abdelmadjid Tebboune, s'est présenté en tant que candidat indépendant durant la campagne de l'élection présidentielle de 2019. Il reste cependant membre du comité central du FLN dont il est membre depuis les années 1970. Le Premier ministre Nadir Larbaoui également indépendant.  -->

### Tunisie
Le président de la Tunisie Kaïs Saïed est élu en 2019 et réélu en 2024 en se présentant comme indépendant. Les chefs du gouvernement Hichem Mechichi, Najla Bouden, Ahmed Hachani et Kamel Madouri sont également sans affiliation politique officielle.

## Amérique

### Canada
Pour les élections fédérales, tout candidat qui ne reçoit pas l'appui d'un parti politique enregistré auprès d'Élections Canada doit se présenter comme « indépendant » ou « sans désignation ». La seule différence étant que, sur le bulletin, dans le premier cas le mot « indépendant » est accolé au nom du candidat, et dans l'autre, le nom du candidat apparaît seul.
Des candidats indépendants peuvent également se présenter lors des élections provinciales. Au Québec, la loi prévoit que le terme « indépendant » est réservé et qu'aucun parti politique ne peut l'utiliser dans son nom. Pour recueillir des dons, un candidat indépendant au Québec doit recevoir l'autorisation du directeur général des élections et faire appel à un représentant officiel.
L'élection de députés indépendants au Parlement ou à une élection provinciale est relativement rare. André Arthur est élu de Portneuf—Jacques-Cartier à la Chambre des communes lors des élections de 2006 et 2008. Après avoir été exclue du caucus libéral, Jody Wilson-Raybould est élue de Vancouver Granville comme indépendante à la Chambre des communes lors des élections de 2019. Au Québec, Frank Hanley est élu comme député indépendant sans interruption lors de six élections générales de 1948 à 1970.
À la Chambre des communes, au Sénat et dans les législatures provinciales, un candidat indépendant élu ou un député démissionnaire ou expulsé du caucus de son parti est également qualifié d'indépendant. En outre, à l'Assemblée nationale du Québec est qualifié d'indépendant tout député qui ne fait partie d'aucun groupe parlementaire reconnu (seuls les partis politiques ayant au moins 12 députés ou ayant obtenu 20 % des voix lors de la dernière élection générale sont reconnus comme groupe parlementaire).

### États-Unis
Les élus portant le label « indépendant » ou « tiers parti » sont rares aux États-Unis. Les membres du Parti démocrate et du Parti républicain bénéficient d'une plus grande visibilité et de soutiens. George Washington est la seule personne élue président dans l'histoire des États-Unis après s'être présenté en tant qu’indépendant.

### Mexique
Indépendant est le qualificatif attribué aux candidats à une élection ou aux députés au Congrès de l'Union qui ne sont pas associés à la bannière d'un parti politique autorisé.

## Asie
Au Moyen-Orient, dans les pays disposant d'un parlement ou de conseils consultatifs, il n'y a généralement pas de parti politique. Ils sont donc de facto Sans Étiquette.

### Liban
Au Liban, à la suite des élections parlementaires de 2022, 41 députés sur 128 sont indépendants.

### Qatar
Au Qatar, les élus sont tous indépendants.

## Europe

### Belgique
En Belgique, il y a de nombreux élus communaux sans étiquette, surtout dans les petites communes où les listes ne sont pas toujours officiellement liées à l'un ou l'autre parti d'envergure nationale (« Liste de bourgmestres », « Intérêts communaux »). Des élus en dissidence de leur parti d'origine siègent également pendant le reste de la mandature comme « indépendants ».

### Espagne
Il est devenu assez fréquent au cours des dernières années[Quand ?] que des personnes de la société civile concourent comme indépendantes lors d'élections notamment lors des élections générales et tout particulièrement pour les nouveaux partis ayant éclos tels que Podemos ou Ciudadanos.
Le même phénomène est très visible en Catalogne puisque les partis demandant l'indépendance de la Catalogne souhaitent une adhésion populaire au projet.

### Estonie
Le 3 octobre 2016, la présidente de l’Estonie, Kersti Kaljulaid, est élue en s'étant présentée comme indépendante.

### France
En France, des personnalités « sans étiquette » sont fréquemment candidates lors des élections municipales et départementales. Ces candidats se présentent très rarement lors d'élections nationales (par exemple José Bové à l'élection présidentielle de 2007).
En 1920, Alexandre Millerand a été élu président de la République sans étiquette. Dissident du Parti radical il est élu avec 89 % des voix par la Chambre bleu horizon (Bloc national), coalition de la droite et des radicaux.
Après 2001, « sans étiquette » n'est plus utilisée dans la nomenclature du ministère de l'Intérieur. Les candidats et listes se présentant alors comme « sans étiquette » sont classés dans la nuance divers centre (DVC), divers droite (DVD), divers gauche (DVG) ou autres (AUT) selon leur positionnement politique. À partir de 2008, ces quatre catégories officielles disparaissent et sont regroupées dans liste divers (LDIV) ou pour les élections uninominales divers (DIV). On y trouve des candidats et des élus inclassables ou défendant des intérêts catégoriels et, par défaut, ceux qui ne se réclament d'aucune sensibilité politique.
Aux élections dites « représentatives », c'est-à-dire syndicales, d'élèves ou de parents d'élèves, les listes sans étiquettes sont étiquetées liste divers (LDIV), ou indépendants, ou non constituées en associations ou si elles sont constituées associations locales non affiliées. Avec 80 % des élus, ces deux dernières sont majoritaires dans les écoles maternelles, élémentaires, les lycées professionnels et les établissements adaptés (minoritaires dans les collèges et lycées).

### Lettonie
Le 29 mai 2019, Egils Levits est élu président de la Lettonie au suffrage indirect. Il s’est présenté comme « sans étiquette ».

### Portugal
Le 9 mars 2016, Le président du Portugal, Marcelo Rebelo de Sousa est élu en s'étant présenté comme indépendant.

### Russie
Un député indépendant[Qui ?] est présent à la Douma d'État après les élections de 2016.

### Suisse
En Suisse, il y a très peu de vrais candidats sans étiquette[réf. nécessaire]. En effet, au niveau communal, il existe généralement des ententes communales, qui regroupent les citoyens qui le souhaitent dans une organisation apolitique qui n'est affiliée à aucun parti politique ni alliée à aucune d'entre eux.
Depuis 2011, un conseiller aux États (Thomas Minder) est un indépendant, bien qu'il siège dans le groupe UDC.

## Océanie
En Océanie, il n'est pas rare que des candidats sans étiquette se présentent aux élections législatives, et dans certains pays océaniens ils sont fréquemment élus. Aux Tuvalu, à Nauru ou aux Palaos, il n'existe pas de partis politiques, et tous les députés sont donc sans étiquette, organisés en groupements informels,.

### Australie
En Australie, il était bien plus rare que des candidats indépendants soient élus, mais à la suite des élections législatives fédérales de 2010, la Chambre des Représentants compte quatre députés indépendants sur cent-cinquante, et le soutien de trois d'entre eux est crucial à la formation du gouvernement. En 2022, une vingtaine d'indépendantes, généralement libérales sur le plan économique, et progressistes sur le plan social, en partie financées par une plateforme écologiste, se présentent sous la couleur bleu canard aux côtés de candidats totalement indépendants, et à la surprise générale, pèsent fortement sur l'élection, contribuant à la défaite du parti libéral. Bien qu'il n'y ait que 10 indépendants élus comme députés, les médias australiens parlent alors d'un « bain de bleu sarcelle », du nom attribué à ce mouvement, les Teal Independents.Lors des élections de 2025, le nombre de candidats indépendants est en hausse, passant de 5,3 % à plus de 7 %. Neuf candidats et candidates sont élus comme députés.

### Fidji
Aux Fidji, il n'était historiquement pas rare que des candidats sans étiquette se présentent, mais il était relativement rare qu'ils soient élus. À la suite des élections législatives de 2006, il y avait deux députés sans étiquette, sur soixante-et-onze, à la Chambre des Représentants. Une réforme électorale introduisant un mode de scrutin proportionnel, toutefois, a été défavorable aux candidats indépendants. Seuls deux se sont présentés aux élections législatives de 2014, sans succès.

### Nouvelle-Zélande
En Nouvelle-Zélande, ce phénomène est quasi inexistant ; le Parlement ne compte aucun député indépendant après les élections de 2014.

### Salomon
Aux Îles Salomon, après les élections législatives de 2010, le Parlement compte dix-neuf députés sans étiquette sur cinquante, et plusieurs ont obtenu des postes de ministres. Aux élections de 2014, la majorité des candidats se présentent sans étiquette, produisant un parlement où trente-deux députés sur cinquante ne sont membres d'aucun parti politique.

### Tonga
Aux Tonga, la plupart des candidats sont sans étiquette, et après les élections législatives de 2010 le Parlement compte quatorze députés sans étiquette sur vingt-six, le premier ministre lui-même étant sans étiquette,.